# Резолюция 188 на Съвета за сигурност на ООН
Резолюция 188 на Съвета за сигурност на ООН е приета на 9 април 1964 г. по повод оплакването на Йеменската арабска република, касаещо британски въздушни удари, извършени на йеменска територия на 28 март същата година. Обезпокоен от сериозната ситуация в региона, с Резолюция 188 Съветът за сигурност осъжда британските военни действия в Хариб от 28 март 1964 г. и всички останали нападения и инциденти, случили се в същия район. Резолюцията призовава Йеменската арабска република и Обединеното кралство да проявяват максимална сдържаност, за да избегнат нови инциденти, и моли генералния секретар на ООН да предостави посредничеството си за решаване на въпроса с мирни средства.
Резолюция 188 е приета с мнозинство от 9 гласа при двама въздържали се от страна на Обединеното кралство и Съединените щати.